# Distretto di Landquart
Il distretto di Landquart è stato un distretto del Canton Grigioni, in Svizzera, fino alla sua soppressione avvenuta il 31 dicembre 2015. Dal 1º gennaio 2016 nel cantone le funzioni dei distretti e quelle dei circoli, entrambi soppressi, sono stati assunti dalle nuove regioni; il territorio dell'ex distretto di Landquart coincide con quello della nuova regione Landquart eccetto il comune di Haldenstein, assegnato alla regione Plessur.
Il distretto confinava con i distretti di Prettigovia/Davos a est, di Plessur a sud e di Imboden a sud-ovest, con il Canton San Gallo (distretto di Sarganserland) a ovest, con il Liechtenstein e l'Austria (distretto di Bludenz nel Vorarlberg) a nord. Il capoluogo era Landquart. Il distretto di Landquart era l'ultimo distretto per superficie ed il terzo per popolazione del Canton Grigioni.

## Geografia antropica

### Suddivisioni amministrative

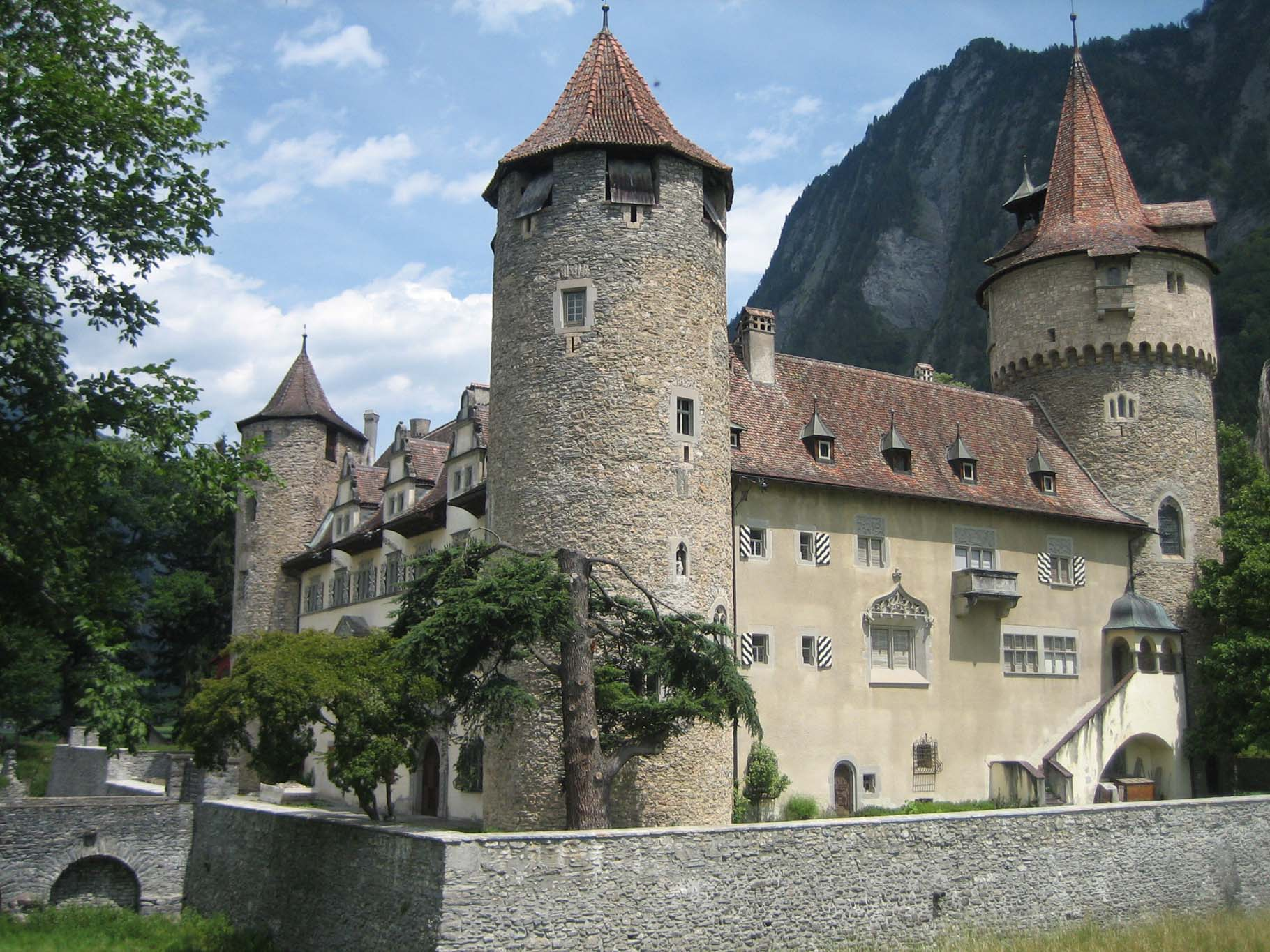
Castello di Marschlins, Landquart

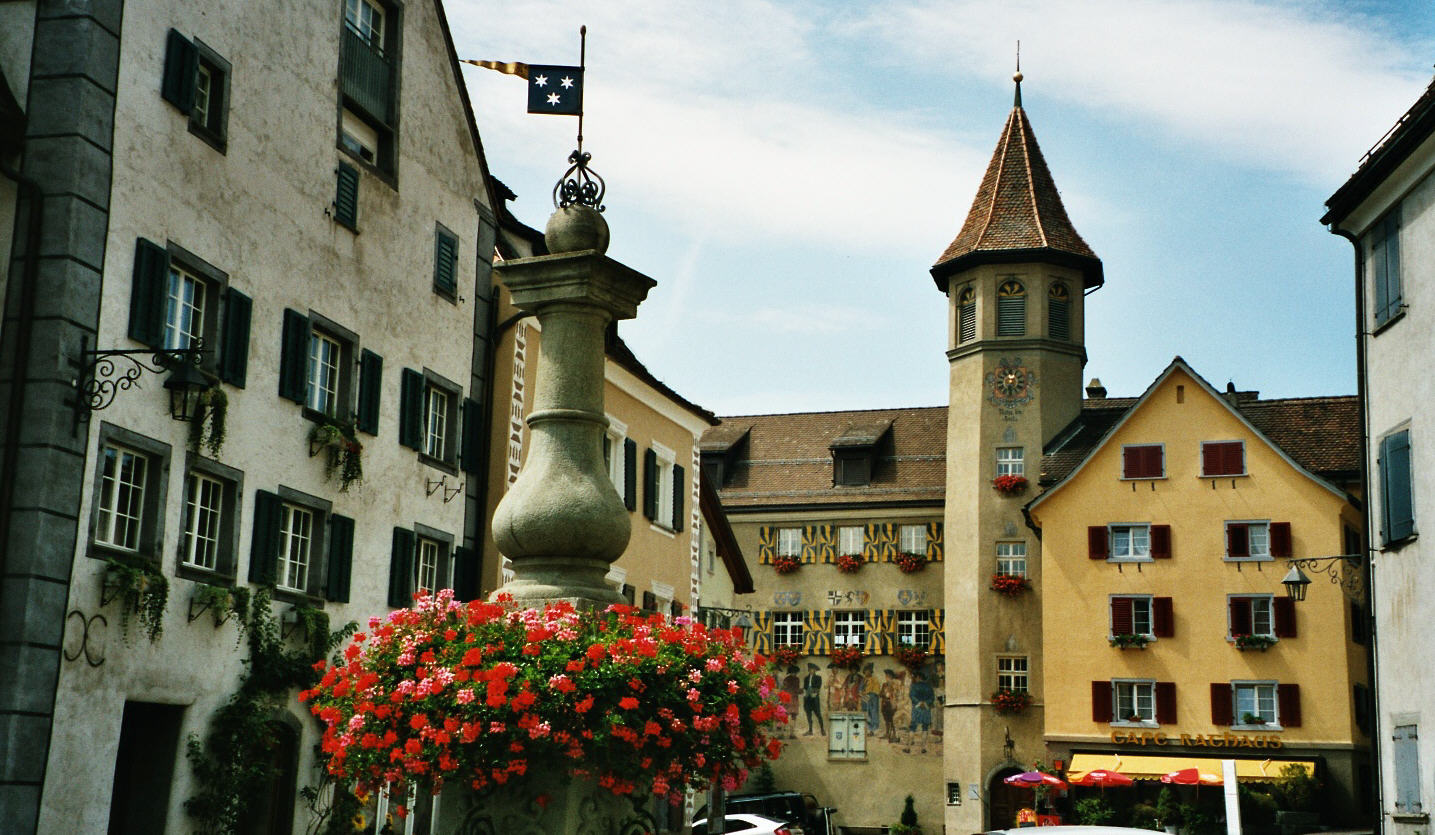
Maienfeld

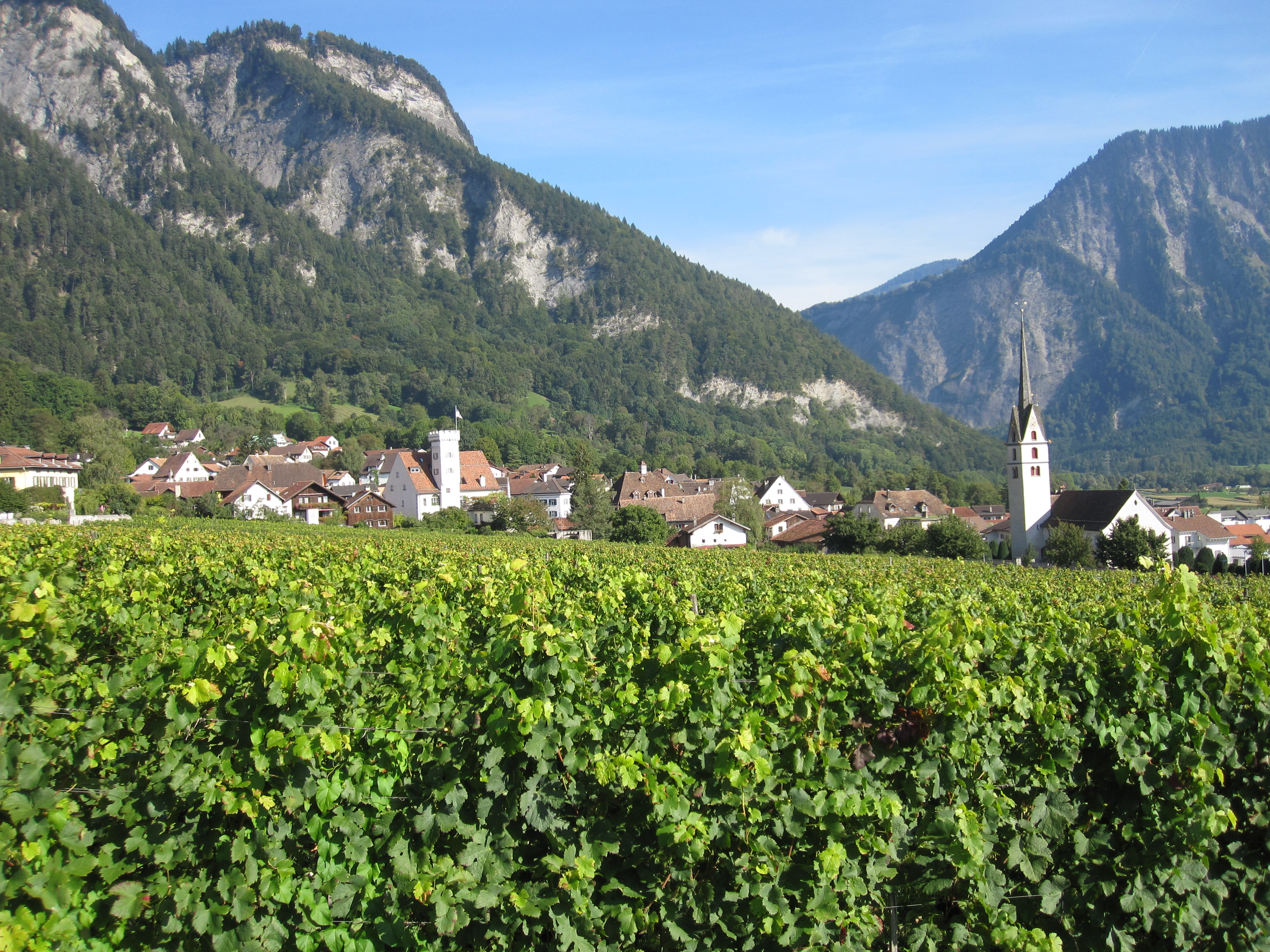
Malans

Il distretto di Landquart era diviso in 2 circoli e 9 comuni:
| Circolo di Fünf Dörfer | Circolo di Fünf Dörfer | Circolo di Fünf Dörfer | Circolo di Fünf Dörfer |
| Stemma                 | Nome del comune        | Abitanti 31-12-2016    | Superficie in km²      |
| ---------------------- | ---------------------- | ---------------------- | ---------------------- |
| Haldenstein            | Haldenstein            | 1030                   | 18.56                  |
| Landquart              | Landquart              | 8854                   | 18.86                  |
| Trimmis                | Trimmis                | 3301                   | 28.40                  |
| Untervaz               | Untervaz               | 2491                   | 27.72                  |
| Zizers                 | Zizers                 | 3431                   | 11.01                  |

| Circolo di Maienfeld | Circolo di Maienfeld | Circolo di Maienfeld | Circolo di Maienfeld |
| Stemma               | Nome del comune      | Abitanti 31-12-2016  | Superficie in km²    |
| -------------------- | -------------------- | -------------------- | -------------------- |
| Fläsch               | Fläsch               | 691                  | 19.94                |
| Jenins               | Jenins               | 902                  | 10.54                |
| Maienfeld            | Maienfeld            | 2835                 | 32.33                |
| Malans               | Malans               | 2310                 | 11.40                |

## Variazioni amministrative

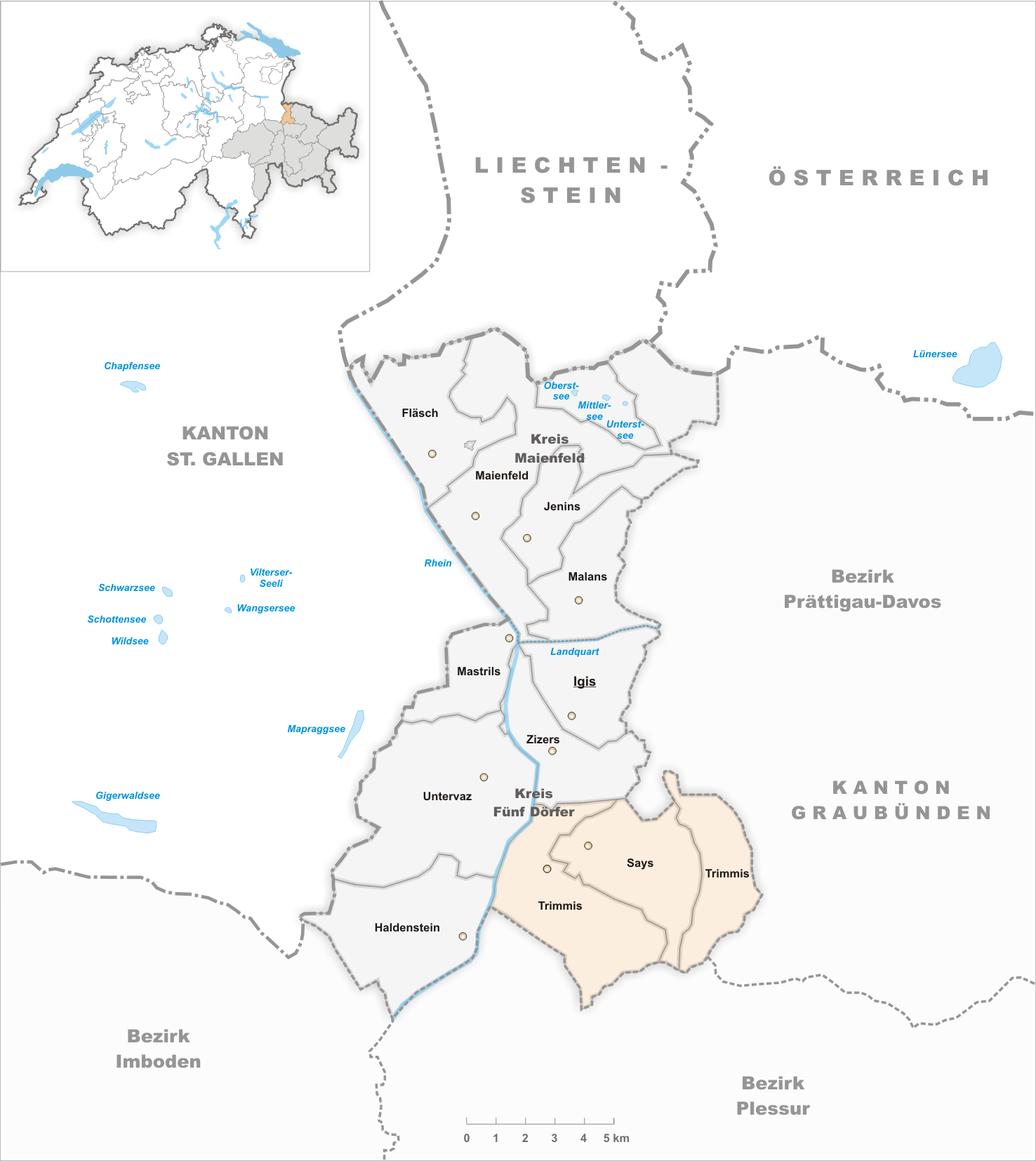
I comuni fino al 2007
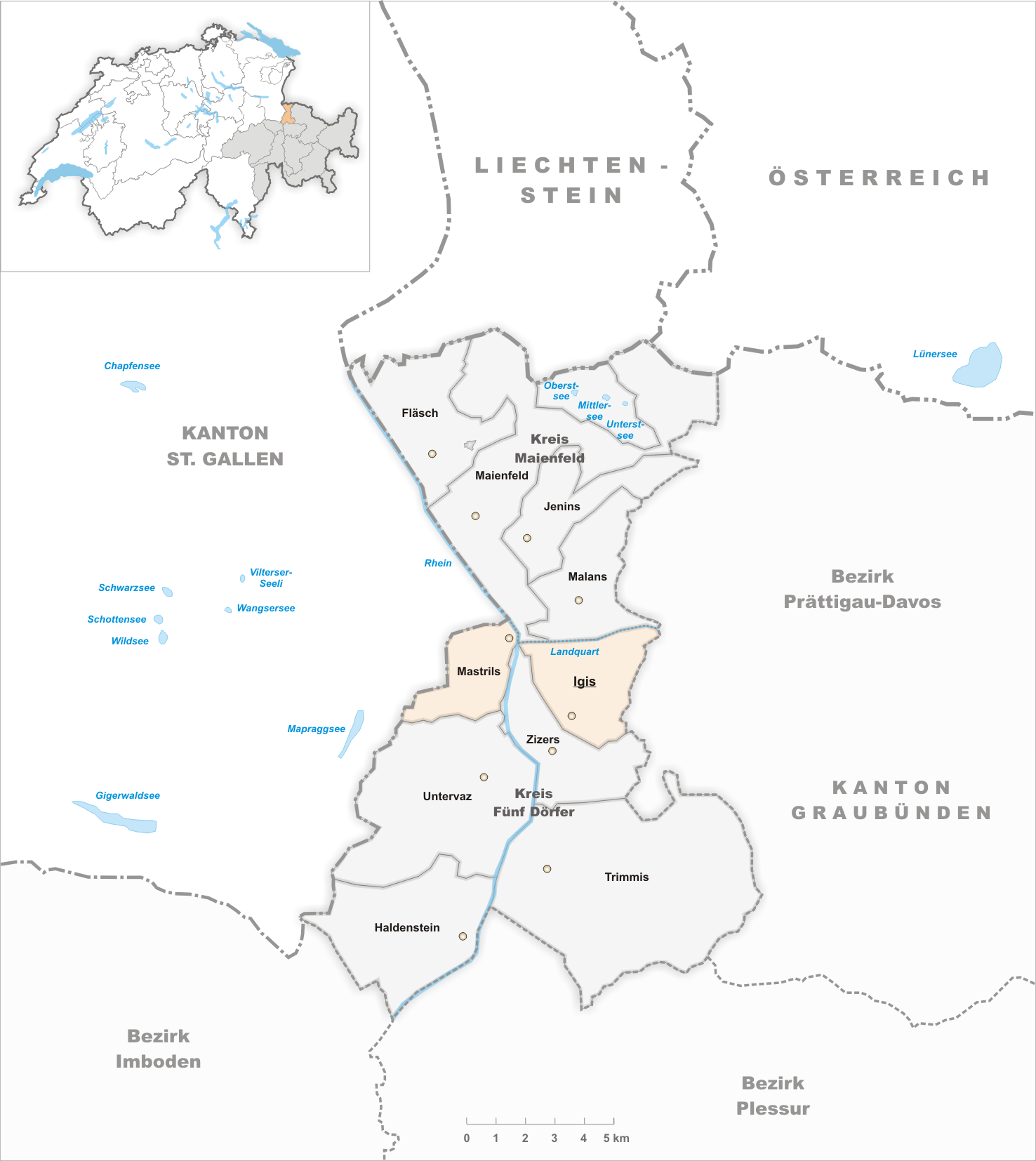
I comuni fino al 2011

- 2008: il comune di Says viene aggregato a Trimmis
- 2012: aggregazione dei comuni di Igis e Mastrils nel nuovo comune di Landquart